# Sceptre Motorcar Company

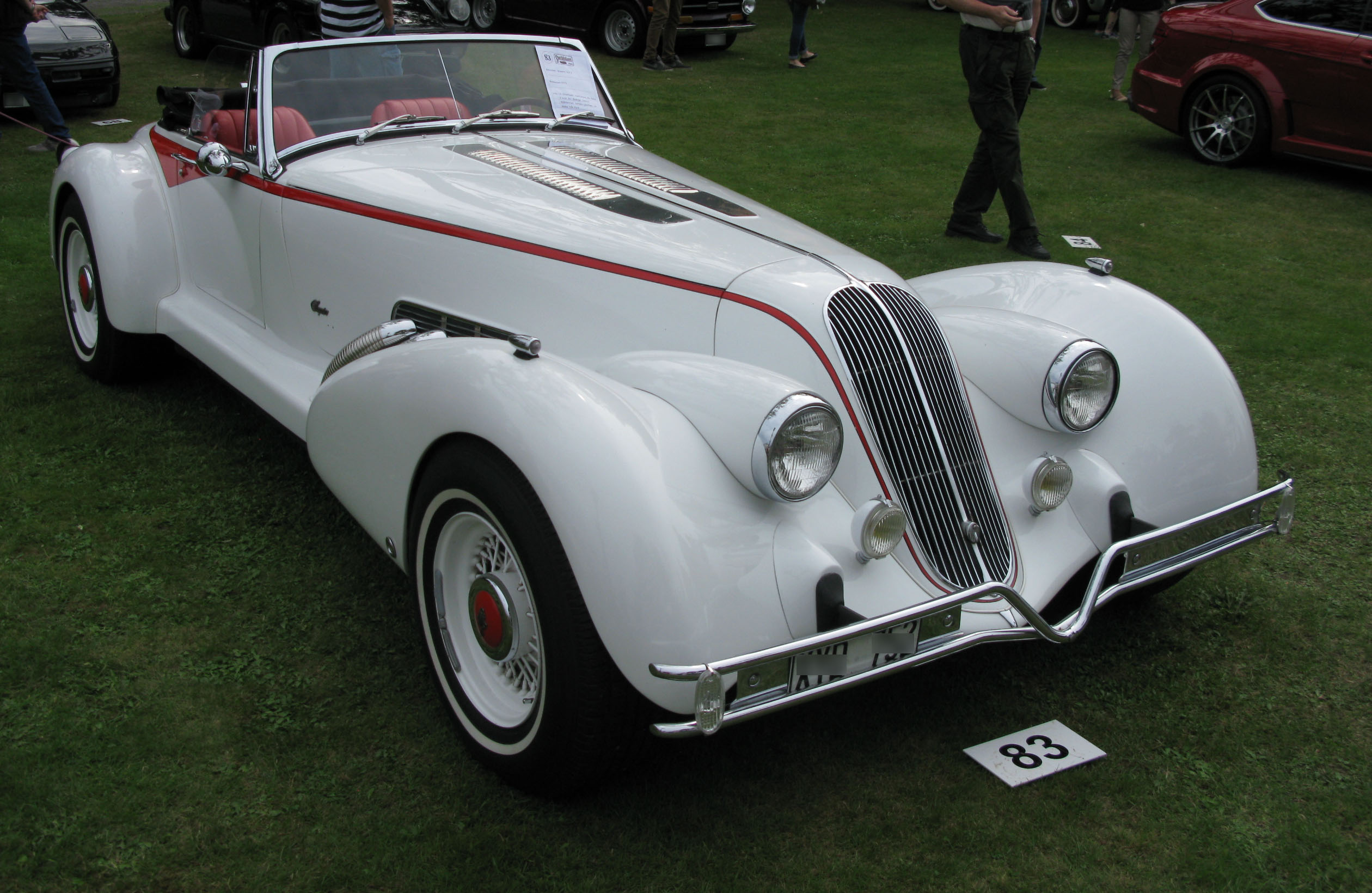
Sceptre von 1979

Sceptre Motorcar Company Inc. war ein US-amerikanischer Hersteller von Automobilen.

## Unternehmensgeschichte
Das Unternehmen wurde am 26. Mai 1978 in Goleta in Kalifornien gegründet. Andere Quellen nennen Santa Barbara. M. Broggie leitete das Unternehmen mit 30 Mitarbeitern. Alfred DiMora, der später Clénet Coachworks leitete, Thomas McBurnie, der später McBurnie Coachcraft gründete, und Ray Kenney waren daran beteiligt. Das erste Fahrzeug wurde 1978 auf einer Ausstellung in Los Angeles präsentiert und ausgezeichnet. Der Markenname lautete Sceptre. Die Produktion war von vornherein auf 500 Fahrzeuge begrenzt und endete 1980.
Eine Quelle gibt an, dass etwa 15 Fahrzeuge entstanden. Eine andere Quelle meint, dass alleine 1979 250 bis 300 Fahrzeuge verkauft wurden.
Gatsby Coachworks setzte die Produktion unter eigenem Namen fort.

## Fahrzeuge
Das einzige Modell war ein Fahrzeug im Stil der 1930er Jahre. Entgegen der damals üblichen Praxis in den USA hatte es europäisches Design und ähnelte etwas dem BMW 328 und den Talbot-Lago. Fahrgestell und Motor stammten vom Mercury Cougar.